# Liste des cardinaux créés par Innocent VII
Le pape Innocent VII (1404-1406) a créé 11 cardinaux dans 1 consistoire.

## 12 juin1405
- Corrado Caraccioli, évêque de Mileto
- Angelo Correr, patriarche latin de Constantinople
- Francesco Uguccione, archevêque de Bordeaux
- Giordano Orsini, iuniore, archevêque de Naples
- Giovanni Migliorati, neveu du pape, archevêque de Ravenne
- Pietro Filargis, O.F.M., archevêque de Milan
- Antonio Arcioni, évêque d'Ascoli Piceno
- Antonio Calvi, évêque de Todi
- Oddone Colonna, protonotaire apostolique (futur Martin V)
- Pietro Stefaneschi, protonotaire apostolique
- Jean Gilles, prévôt de Liège, légat dans les diocèses de Cologne, Trèves et Reims.